# Fire Department of the City of New York
Le Fire Department of the City of New York (FDNY) est le corps des sapeurs-pompiers professionnels de la ville de New York. Il exerce ses compétences sur l'ensemble des cinq arrondissements de la ville.

## Histoire
Lors des attentats du 11 septembre 2001, le FDNY a effectué la plus vaste intervention de son histoire, au cours de laquelle 343 pompiers sont morts.
Depuis le 13 juillet 2002, le Fire Department of the City of New York est jumelé avec la brigade des sapeurs pompiers de Paris (BSPP).

## Décorations
- Médaille d'honneur pour acte de courage et de dévouement, or (décernée à titre collectif par un arrêté du ministre de l'Intérieur, de la sécurité intérieure et des libertés locales.)[4]

## Organisation
Le FDNY est composé de plusieurs centaines de compagnies. Chaque compagnie utilise un type de véhicule en particulier. Les 6 principaux sont :
- Engine : fourgon d'incendie ;
- Ladder ou Truck : grande échelle ou bras élévateur ;
- Rescue : missions spécialisées qui sortent des compétences des Engine ou Ladder Companies (par ex. sauvetage-déblaiement, GRIMP, etc.) ;
- Squad : compagnies polyvalentes capables de suppléer à n'importe quel autre compagnie, notamment à la Haz-Mat Company ;
- Haz-Mat : interventions en lien avec des matières dangereuses ;
- Marine : bateaux-pompes.

Le FDNY fournit également un service d'aide médicale urgente, EMS (Emergency Medical Service).
Engine 7, Ladder 1 ont été mis en avant à la suite des attentats du WTC. Ces deux véhicules, affectés à la caserne de James Hanlon (une des plus grandes de New York) furent les premiers à arriver sur place afin de porter secours aux victimes. Les "firemen" de l'époque et leur histoire en direct se retrouvent dans le documentaire de Jules Naudet : "New York : 11 septembre" paru en 2002.

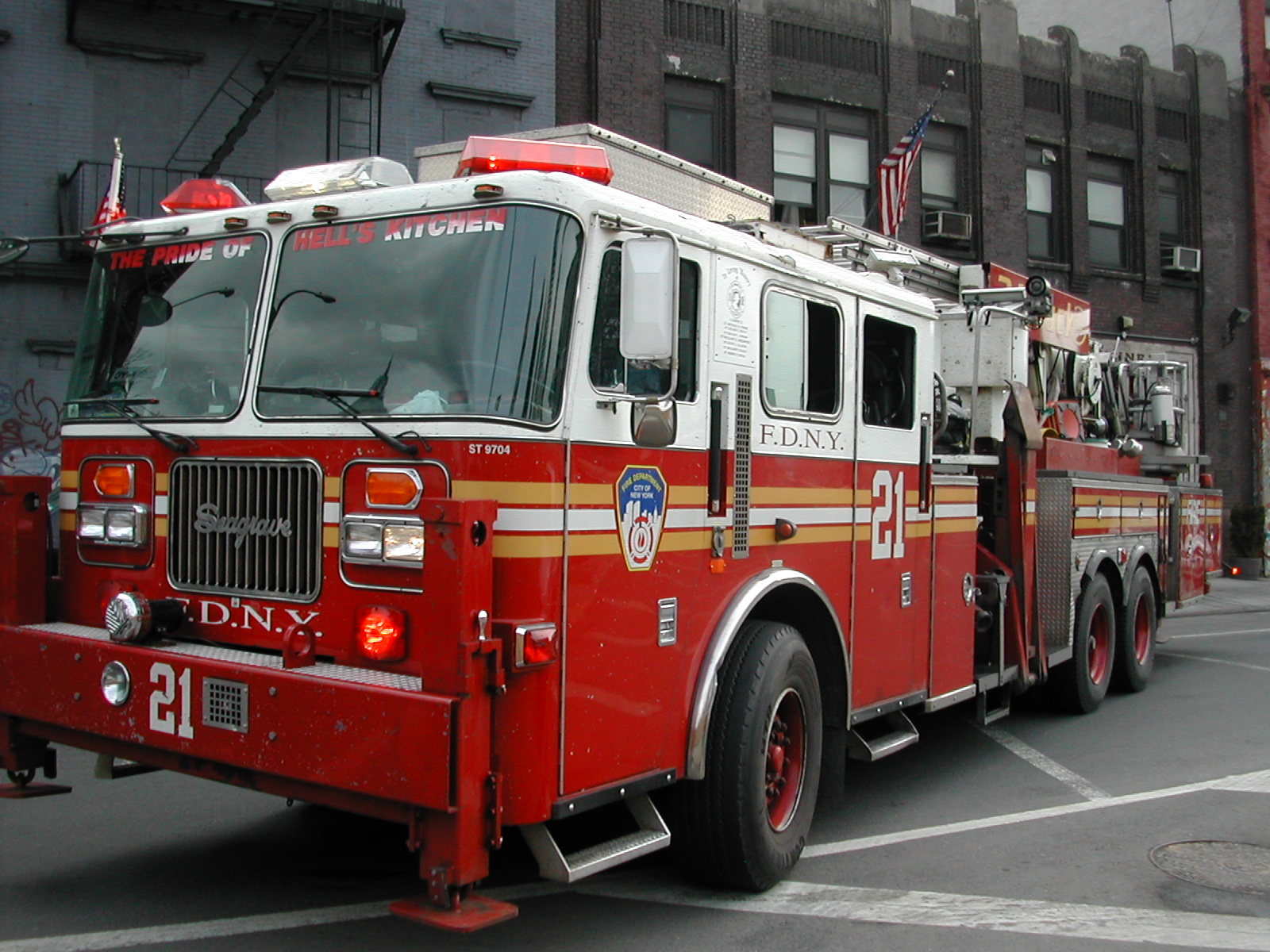
Ladder 21
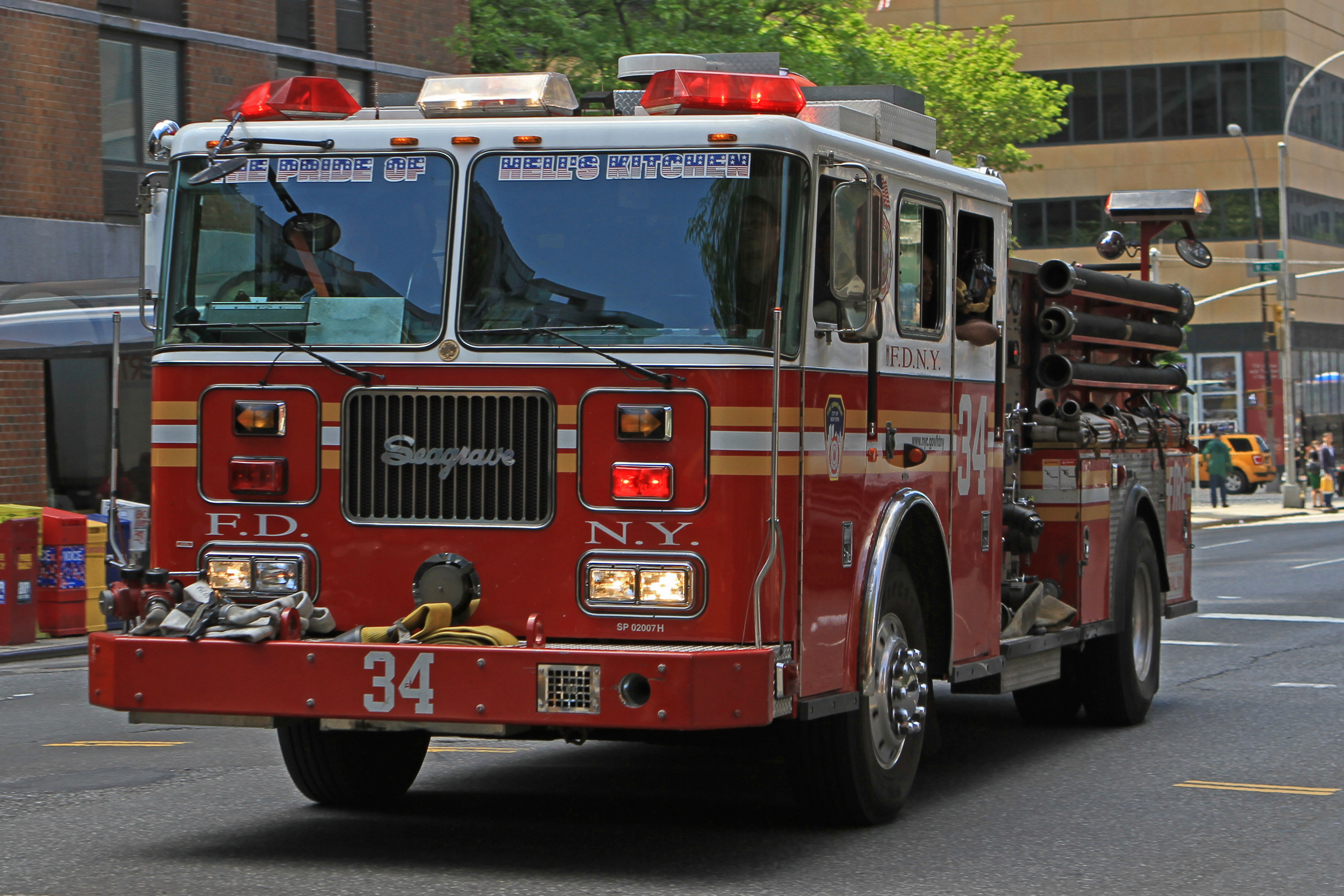
Engine 34
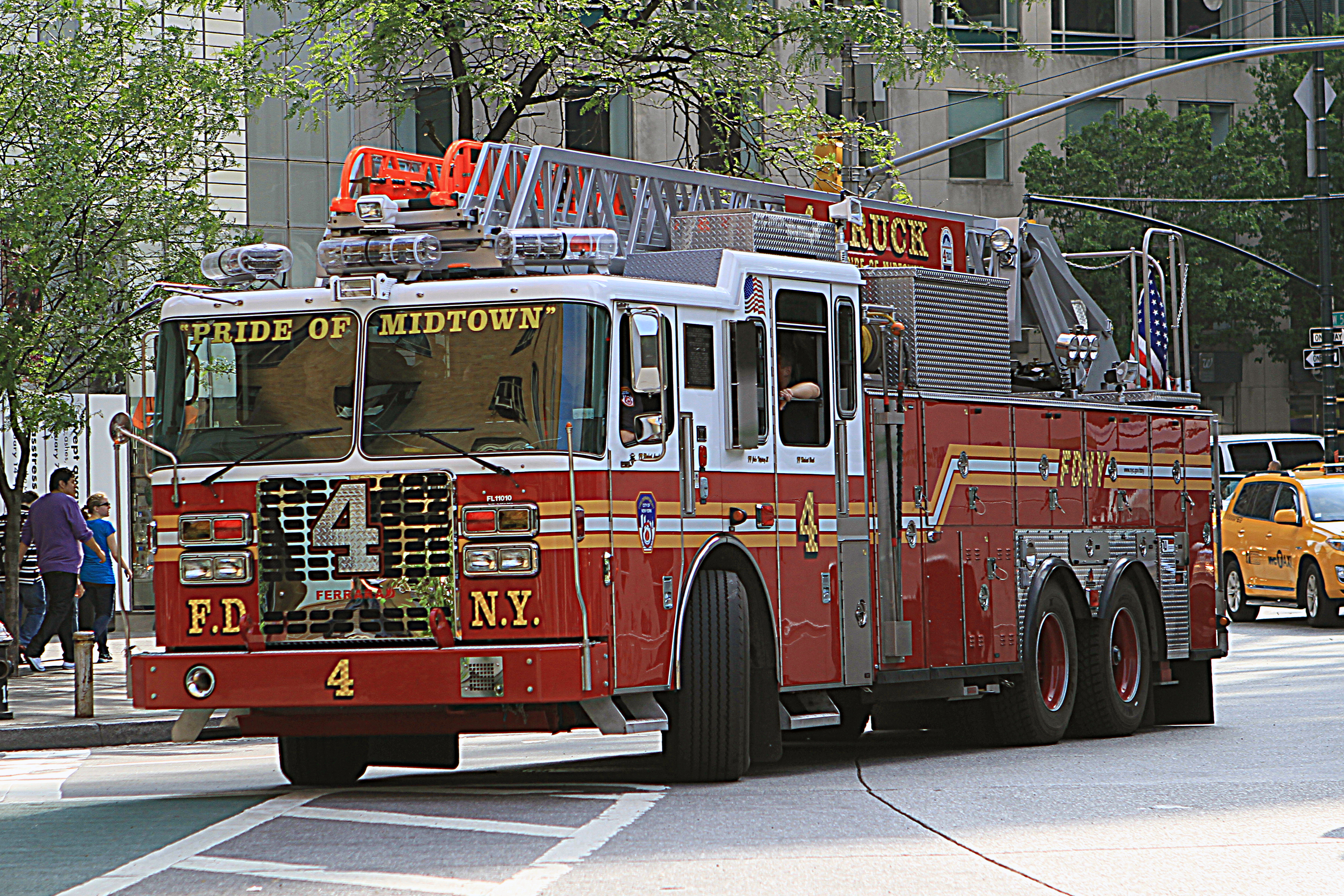
Ladder 4
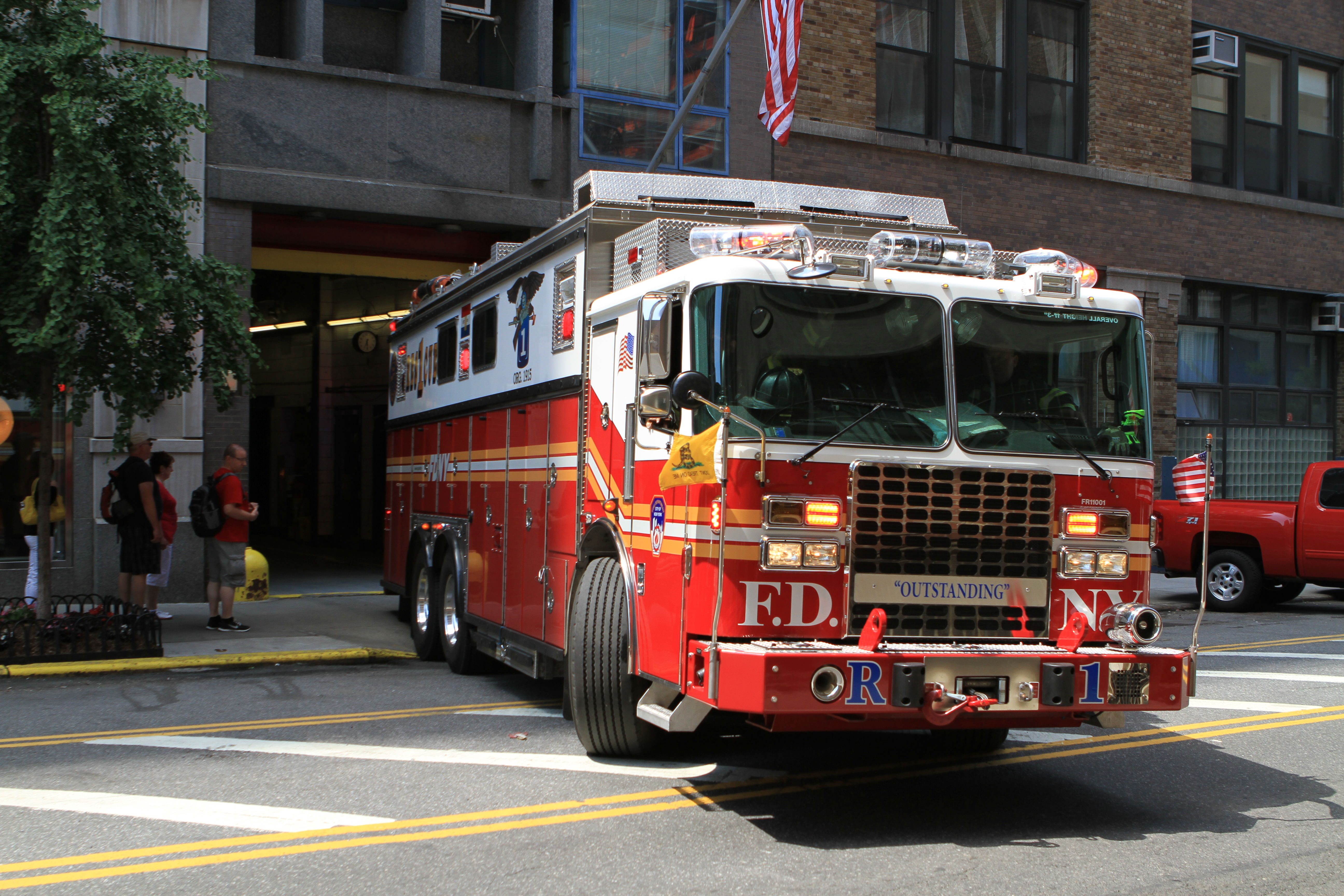
Rescue 1
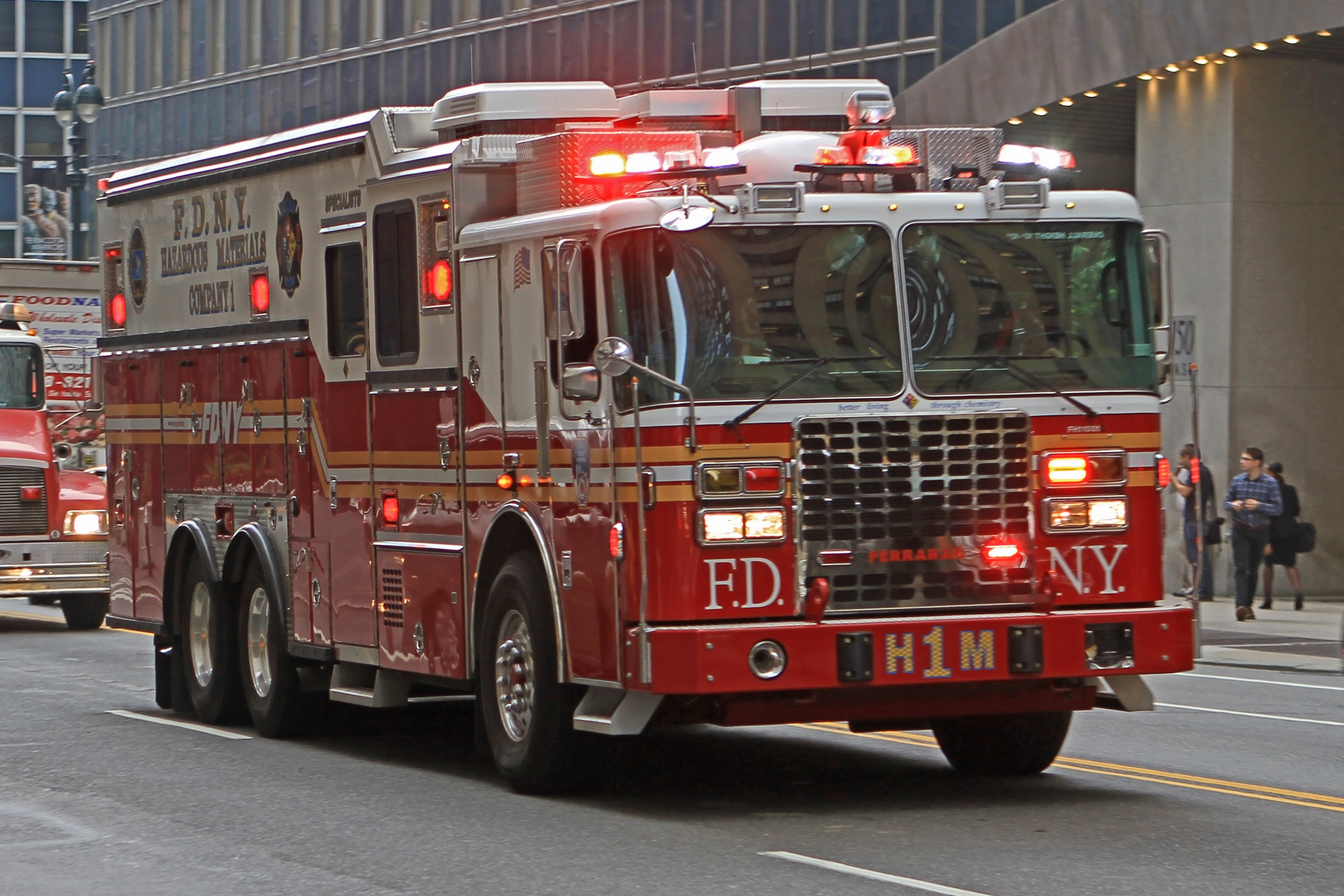
Haz-Mat 1